# Marko Mäetamm
Marko Mäetamm   (Viljandi, 13 de desembre de 1965) és un artista multimèdia estonià que treballa amb els mitjans de vídeo, dibuix i Internet.
Mäetamm va començar a estudiar art gràfic a l’Acadèmia d'Arts d'Estònia el 1988 i va rebre el seu màster a l'acadèmia el 1996. Mäetamm també va estudiar la pràctica de tecnologies d'impressió a la sueca Royal Art High School.
En la seva carrera professional artística durant més de dues dècades, Mäetamm va sorgir com un dels artistes més destacats d'Estònia després de graduar-se a l'Acadèmia d'Art d'Estònia. Marko Mäetamm ha exposat internacionalment des de la dècada de 1990 i va representar Estònia a la 52a Biennal de Venècia el 2007 i el 2003 com a part del duet d'artistes John Smith (amb Kaido Ole) al pavelló d'Estònia.
Al llarg de la seva pràctica, l'artista s'ha centrat principalment en la vida familiar, que ha explorat a través de vídeos i pintures. Tractant la família com un microcosmos d'uns models sociopolítics i econòmics més amplis, Mäetamm recull petites situacions quotidianes, presentant-les filtrades a través d'un prisma del seu inconfusible humor fosc. En part inspirat en la seva pròpia vida privada, el treball de Mäetamm explora la zona grisa on es fusionen els sentiments ambigus de tenir el control i ser controlat.

## Premis
- 2008 Orde de l'Estrella Blanca V Classe

- 2002 Premi de pintura de l'Associació de Pintors d'Estònia.

- 2000 Premi anual d'art Kristjan Raud

- 2000 Arpó. Premi anual d'art de la galeria Vaal

- 1999 Estipendi de Dotació Cultural

- Premi anual PNUD 1997

## Llibres de Marko Mäetamm
- MARKO und KAIDO - Sota el pseudònim "John Smith". Centre d'Arts Contemporànies, Estònia. Tallin, 2003

- Rääkivad majad - Cases parlants. R/I/B/O/P, Tallinn, 2003